# NGC 404
NGC 404 (другие обозначения — UGC 718, MCG 6-3-18, ZWG 520.20, IRAS01066+3527, PGC 4126) — галактика в созвездии Андромеды.
Этот объект входит в число перечисленных в оригинальной редакции «Нового общего каталога».
Из-за близости к яркой звезде Мирах, затрудняющей наблюдение NGC 404, галактику называют Призраком Мираха. Галактика и звезда находятся примерно в 7 угловых минутах друг от друга. Благодаря такому соседству, Призрак Мираха легко найти даже в небольшой телескоп: надо отыскать Мирах, и галактика тоже окажется в поле зрения.
В центре NGC 404 обнаружена чёрная дыра промежуточной массы. Её масса оценивается в 550 тыс. масс Солнца.

## Галерея

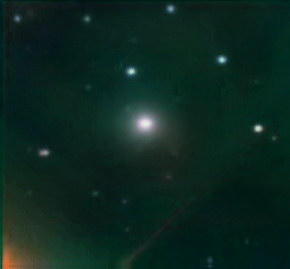
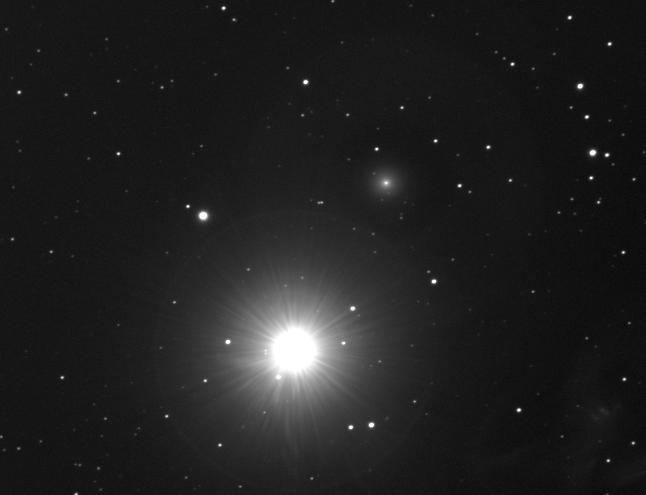
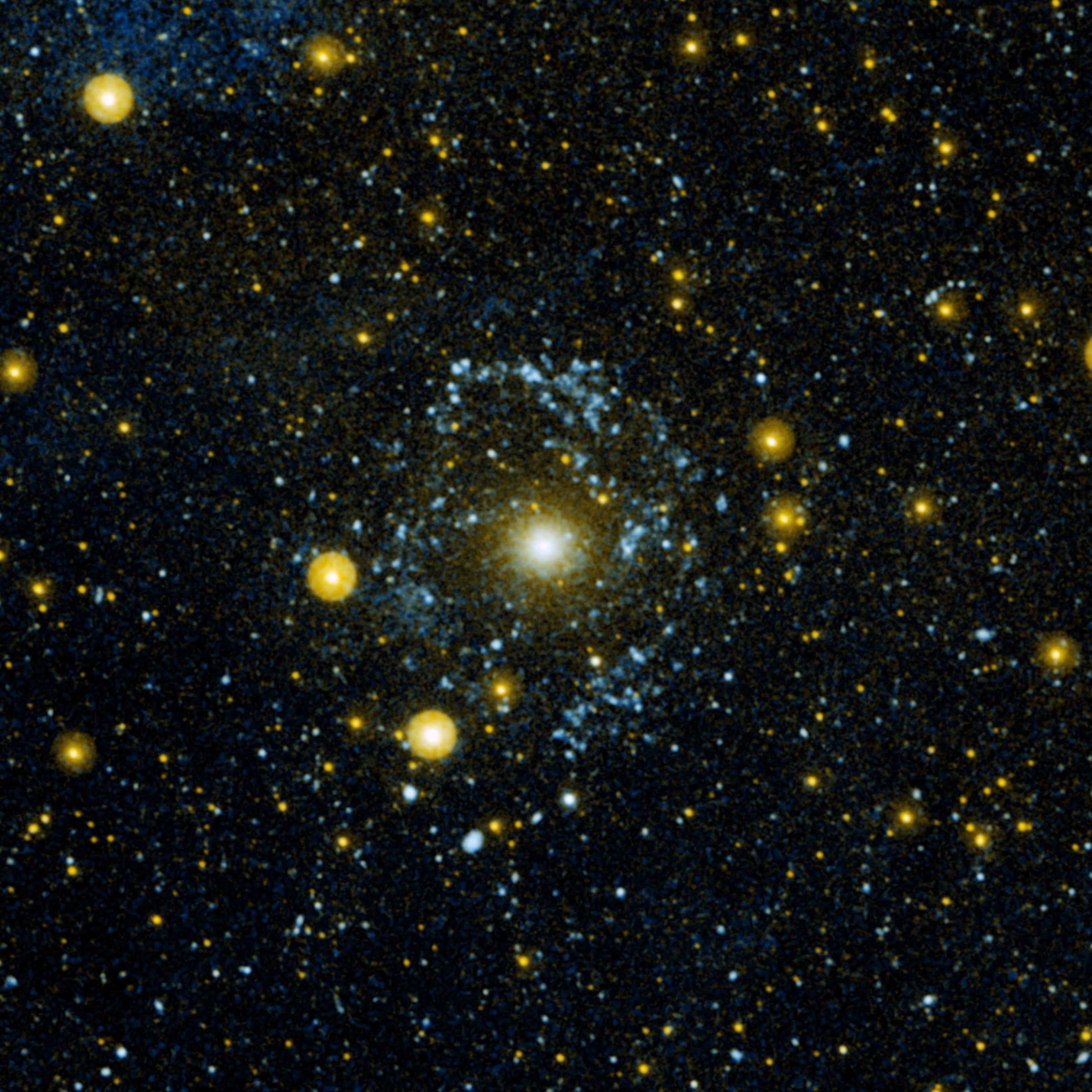